# الروامش (أولاد فنان)
الروامش هي إحدى مشيخات المملكة المغربية، تتبع جغرافيا لإقليم خريبكة وإداريًا لأولاد فنان. يقدر عدد سكانها بـ 2,453 نسمة حسب الإحصاء الرسمي للسكان والسكنى لسنة 2004.